# Macropanax sessilis
Macropanax sessilis är en araliaväxtart som beskrevs av C.B.Shang. Macropanax sessilis ingår i släktet Macropanax och familjen Araliaceae. Inga underarter finns listade.